# The Show Fan PD - DIY idol fan meeting
《The Show #Fan PD - DIY idol fan meeting》為韓國SBS funE的綜藝節目，由 金南珠（Apink）與Sleepy（Untouchable）共同主持。節目以粉絲自己當Fan meeting的製作導演，提出點子與偶像共同進行Fan meeting。
節目於韓國時間2017年4月17日晚上六點三十分SBS funE電視首播。

## 各集來賓
| 集數 | 撥出日期 （線上直播） （電視播出） | 來賓       | 實體Fan meeting舉行地點         |
| ---- | ---------------------------------- | ---------- | ------------------------------- |
| 1    | 2017年4月4日 2017年4月17日         | GFRIEND    | SBS Prism tower（首爾上岩洞）   |
| 2    | 2017年4月11日 2017年4月24日        | Girl's Day | 一山BITMARU放送支援中心（韓國） |
| 3    | 2017年4月18日 2017年5月1日         | EXID       | 一山BITMARU放送支援中心（韓國） |
| 4    | 2017年4月25日 2017年5月15日        | SF9        | 一山BITMARU放送支援中心（韓國） |
| 5    | 2017年5月2日 2017年5月22日         | DIA        | SBS Prism tower（首爾上岩洞）   |
| 6    | 2017年5月16日 2017年5月29日        | PRISTIN    | SBS Prism tower（首爾上岩洞）   |
| 7    | 2017年6月13日 2017年6月19日        | Seventeen  | SBS Prism tower（首爾上岩洞）   |
| 7    | 2017年6月13日 2017年7月3日         | Seventeen  | SBS Prism tower（首爾上岩洞）   |
| 8    | 2017年6月20日 2017年7月10日        | Astro      | SBS Prism tower（首爾上岩洞）   |
| 9    | 2017年7月11日 2017年7月24日        | Apink      | SBS Prism tower（首爾上岩洞）   |

## 應徵Fan PD相關事宜及回饋
1. 必須年滿15歲以上，不得使用他人身份或以不正當手段、不公平手段取得此機會。
2. 免費線上(網站或app)申請。
3. 比其他人都了解該週出演的偶像，但謝絕私生飯申請。
4. 填寫節目製作組之線上問卷（包含過去粉絲活動記錄等與預計如何規劃等）與100秒自我介紹影片（含「為何一定要選我當Fan PD？」）。
5. 必須能事先與節目製作單位開會（時間地點由節目組另行通知，但三次聯繫不到將取消資格）。

- 預計給予Fan PD的回饋：
  - 名譽PD工作證件。
  - Fan PD工作服。
  - 偶像專為Fan PD準備的小禮物（如：一起拍紀念照、贈送偶像親筆簽名CD等，但節目製作單位與偶像之經紀公司保有最終解釋權）。
  - 擔任Fan PD的薪水。
  - 節目播放時，會將Fan PD的真實姓名放入到工作人員名單中。

## 如何觀看Fan meeting

### 現場觀看
1. 想參與粉絲上網填寫申請（15歲以下不得申請，亦不得入場），必須要以真實姓名與真實聯絡方式進行報名。
2. 若被製作單位選中，製作單位會主動聯繫。（一張觀賞卷可讓2人入場參與fan meeting）不得使用他人身份或以不正當手段、不公平手段取得此機會。
3. 當天需攜帶身份證件或護照至現場。（現場排隊時間為節目開播前一小時；前幾集約為韓國時間晚上9點，後幾集改為韓國時間晚上7點半）

### 網路收看
- 直播：下載官方app（starfruit；中國Android用戶為YouDo）並加入starfruit會員，以會員帳號與密碼登入後直接觀看。
- 重播：約直播3天之後，方可購買「重播卷」觀看。
- 其他事項：
  - 不論直播或重播均無事後編輯。
  - 支援字幕：韓語、英文與簡體中文，共三種。

## 外部連結
- The Show Fan PD - DIY idol fan meeting的X（前Twitter）
- YouTube上的The Show #Fan PD - DIY idol fan meeting頻道
- Daum上《The Show Fan PD - DIY idol fan meeting》的資料